# Bavaripsitta ballmanni
Bavaripsitta ballmanni — викопний вид папуг, що існував у середньому міоцені в Європі. Викопні рештки птаха знайдено в Німеччині в кратері Нердлінгер-Рис на заході Баварії. Описаний з фрагмента тарсометатарсуса.

## Назва
Родова назва Bavaripsitta перекладається з латини як «баварський папуга». Видова назва B. ballmanni вшановує німецького геолога Петера Бальмана, який описав рештки.